# Zamachy w Katalonii

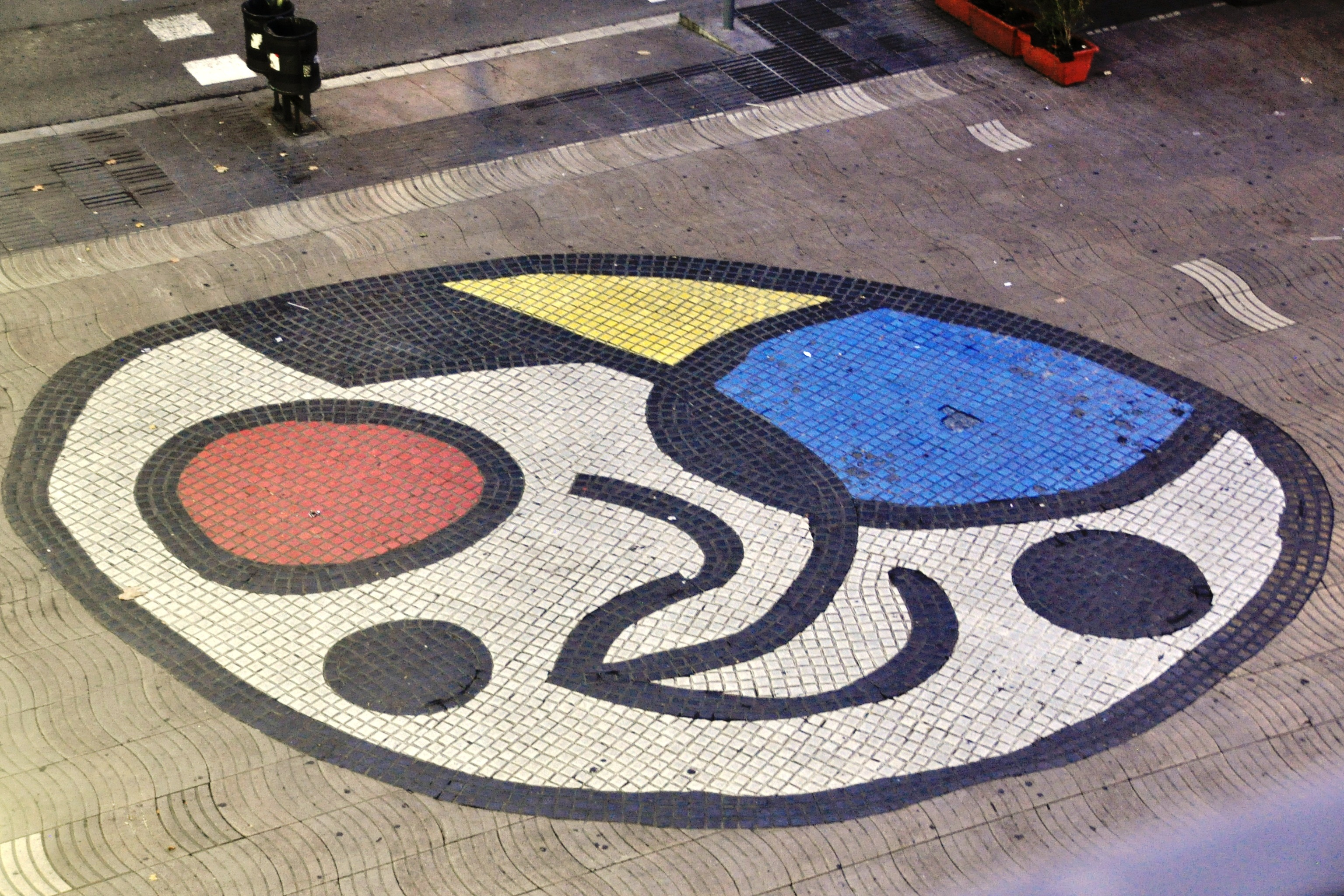
Oznaczenie miejsca w którym zatrzymał się pojazd użyty na La Rambla

Zamachy w Katalonii – seria zamachów terrorystycznych, do których doszło 17 i 18 sierpnia 2017 roku na ulicy La Rambla w Barcelonie i w Cambrils. Zginęło 16 osób, w tym dwoje dzieci w wieku 3 i 7 lat, oraz 5 zamachowców. Rannych zostało ponad 140 osób, w tym 16 ciężko. Do ataków przyznało się Państwo Islamskie.
Do 20 sierpnia 2017 w związku z zamachami aresztowane były cztery osoby. Po zamachu w Barcelonie została ogłoszona przez premiera Mariana Rajoya trzydniowa żałoba narodowa. 21 sierpnia 2017 hiszpańskie władze potwierdziły, że sprawcą ataku na Las Ramblas jest 23-letni Junes Abujakub. Tego samego dnia został on zastrzelony.

## Kontekst
W 2017 roku służby specjalne Stanów Zjednoczonych potwierdziły, że Katalonia jest priorytetowym miejscem w walce z terroryzmem. Od 2015 roku wprowadzono na to terytorium agentów CIA, koordynowanych przez Konsulat Stanów Zjednoczonych w Barcelonie. Skoncentrowano działania na okręgach Tarragońskim i Barcelońskim, uważanych za najaktywniejsze ośrodki terroryzmu. W 2016 roku Państwo Islamskie zagroziło Katalońskiej stolicy pokazując kościół Sagrada Familia w jednym ze swoich filmów propagandowych.
Między 2012 a 2016 w Katalonii zatrzymano 62 osoby pod zarzutem współpracy z terroryzmem dżihadystycznym.

## Chronologia

### Eksplozja w Alcanar
16 i 17 sierpnia 2017 roku doszło do dwóch eksplozji w miejscowości Alcanar. W nocy 16 sierpnia doszło do pierwszej eksplozji. Budynek runął, powodując śmierć dwóch osób, a 7 zostało rannych. Jedna osoba została przetransportowana w stanie ciężkim do szpitala. Do drugiego wybuchu doszło 17 sierpnia, podczas oczyszczania gruzowiska. Policja potwierdza, że odnaleziono ślady TATP, środka wybuchowego użytego również podczas zamachów w Paryżu, Londynie i Brukseli.
W chwilę po wybuchu aresztowano w Alcanar jedną osobę.
Josep Lluís Trapero (szef katalońskiej policji) powiązał to zdarzenie z atakiem terrorystycznym w Barcelonie. Do eksplozji doszło podczas konstruowania bomby. Przyjmuje się, że ta przypadkowa detonacja udaremniła przygotowywany zamach wielkiej skali i skłoniła terrorystów do podjęcia pośpiesznych działań zastępczych.

### Zamach na La Rambla w Barcelonie
17 sierpnia tuż przed godziną 17 biała furgonetka Fiat Talento wjechała w tłum przechodniów na La Rambla, turystycznej ulicy Barcelony. Na wysokości Placu Katalońskiego wtargnęła na część deptakową, przejeżdżając zygzakiem około 600 metrów. Pojazd zatrzymał się przy placu Boqueria, a kierowca zbiegł. Początkowo w prasie pojawiła się informacja o dwóch sprawcach, z których jeden zabarykadował się w pobliskiej restauracji, jednak okazało się, że informacja ta jest nieprawdziwa.
Krótko po zdarzeniu policja otoczyła kordonem teren zamachu i ewakuowała ludzi. Zarządzono natychmiastowe zamknięcie wszystkich pobliskich placówek handlowych i restauracji. Osobom, które schroniły się tam podczas zamachu, nakazano pozostanie w środku, aż do czasu otrzymania sygnału o możliwości opuszczenia ukrycia.
Około godziny 19:50 policja zatrzymała podejrzanego o udział w zamachu mężczyznę – Drissa Oukabira. To na jego nazwisko wynajęto furgonetkę, którą wjechano w tłum w centrum Barcelony.

### Wydarzenia na alei Diagonal i w Sant Just Desvern
O godzinie 19:45 biały Ford Focus nie zatrzymał się do kontroli drogowej policji katalońskiej Mossos d’Esquadra na alei Diagonal w Barcelonie. Samochód potrącił dwóch agentów policji. Pomimo oddanych strzałów w kierunku pojazdu, nie udało się go zatrzymać. Zatrzymał się on parę kilometrów dalej w miejscowości Sant Just Desvern. Do tej pory nie jest znana tożsamość osoby, która nim kierowała. Jak podają źródła na tylnym siedzeniu znaleziono śmiertelnie rannego lub martwego mężczyznę hiszpańskiej narodowości. Jako przyczynę zgonu autopsja wskazuje na rany cięte. Według późniejszych ustaleń policji mężczyzna ten był właścicielem pojazdu.
Na dzień 20 sierpnia policja nadal bada powiązanie tych wydarzeń z zamachem terrorystycznym.

### Zamach w Cambrils
18 sierpnia około godziny 01:00 w miejscowości Cambrils samochodem Audi A3 staranowano patrol policji, potrącając przy tym 5 pieszych i jednego agenta policji. Po oddanych przez policję strzałach, samochód wywrócił się w okolicy Klubu Nautic. Z pojazdu wybiegło pięciu mężczyzn uzbrojonych w noże. Policja zastrzeliła na miejscu czterech napastników; piąty, zanim został zastrzelony, zdołał jeszcze przebiec 500 metrów i zranić przechodnia.
Policja dokonała strzałów kontrolnych w celu dezaktywacji pasów szahida, które w ostateczności okazały się fałszywe.
W wyniku ataku jedna z kobiet zmarła w szpitalu kilka godzin później.

## Sprawcy
Według ustaleń policji do dnia 21 sierpnia zatrzymane były 4 osoby podejrzane o udział w zamachach, zabitych było 7 a 3 były nadal poszukiwane.
Policja lokalna wskazała na Abd al-Baki as-Satiego, imama zamieszkałego w miejscowości Ripoll, jako na twórcę komórki terrorystycznej.
O dokonanie zamachów oskarżeni zostali również Mohamed Aallaa, Mohamed Houli Chemlal, Driss Oukabir, Salah El Karib.

## Ofiary
| Państwo           | Liczba zabitych | Źródło        |
| ----------------- | --------------- | ------------- |
| Hiszpania         | 5               | [ 36 ]        |
| Maroko            | 5               |               |
| Włochy            | 3               | [ 37 ]        |
| Portugalia        | 2               | [ 38 ]        |
| Argentyna         | 1               | [ 39 ]        |
| Belgia            | 1               | [ 40 ]        |
| Australia         | 1               | [ 4 ]         |
| Kanada            | 1               | [ 41 ] [ 42 ] |
| Niemcy            | 1               | [ 2 ]         |
| Stany Zjednoczone | 1               | [ 43 ]        |
| Razem             | 21              |               |

## Odpowiedź społeczeństwa na zamachy w Katalonii
Dzień po zamachu na La Rambla ponad 30 000 osób zgromadziło się na Placu Katalońskim, aby uhonorować minutą ciszy pamięć ofiar. Zgromadzeni spontanicznie wykrzyczeli hasło ‘No tenim por!’ (‘nie boimy się’), aby pokazać opór Barcelony przeciwko terroryzmowi. Po zamachu z Katalonią solidaryzowały się osoby z kraju i z całego świata. W Katalonii odbyły się również manifestacje społeczności muzułmańskiej potępiające zamachy, terroryzm i wyrażające solidarność z ofiarami zamachów. Zorganizowano je między innymi w Ripoll – mieście zamieszkania sprawców i na La Rambla w Barcelonie. Burmistrz Barcelony, Ada Colau i szef rządu katalońskiego, Carles Puigdemont zorganizowali 26 sierpnia w Barcelonie dużą manifestację przeciwko terroryzmowi.

## Reakcje
- Unia Europejska – szef Rady Europejskiej, Donald Tusk, skomentował to wydarzenie na Twitterze słowami: „Cała Europa łączy się z Barceloną. Nasze myśli są z ofiarami i wszystkimi dotkniętymi tym tchórzliwym atakiem na niewinnych ludzi.”[49]
- Polska – premier Beata Szydło po zamachach w Hiszpanii złożyła na ręce premiera tego kraju kondolencje oraz potępiła „te tragiczne w skutkach zamachy”. Zadeklarowała również gotowość Polski do pomocy sojusznikowi[50].
- Stany Zjednoczone – prezydent Stanów Zjednoczonych, Donald Trump, przekazał kondolencje oraz zapewnił Hiszpanię o tym, że USA zrobi wszystko, co można by pomóc w skutkach zamachu. Napisał na Twitterze: „Bądźcie silni, kochamy was!”[51].
- Hiszpania – premier Hiszpanii Mariano Rajoy ogłosił trzydniową żałobę narodową. „Jesteśmy zdecydowani, aby wygrać z tymi, którzy chcą zwalczać nasze wartości i nasz model życia” – powiedział szef hiszpańskiego rządu w stolicy Katalonii[11].
- Watykan – papież Franciszek w przesłanym telegramie określił zamach terrorystyczny nieludzkim czynem i ślepą przemocą[52].